# Mauro Crismanich
Mauro Crismanich (* 20. Februar 1984 in Corrientes) ist ein argentinischer Taekwondoin. Er startet in der Gewichtsklasse bis 58 Kilogramm.
Crismanich bestritt seine ersten internationalen Titelkämpfe bei der Weltmeisterschaft 2005 in Madrid. In der Klasse bis 58 Kilogramm erreichte er das Viertelfinale, schied dann jedoch gegen Behzad Khodadad aus. Seinen sportlich bislang größten Erfolg errang er bei der Weltmeisterschaft 2009 in Kopenhagen. Crismanich unterlag erst im Halbfinale Joel González und gewann mit Bronze seine erste internationale Medaille.
Crismanichs Bruder Sebastián ist ebenfalls ein erfolgreicher Taekwondoin.